# Borktjärnen
Borktjärnen är en sjö i Sunne kommun i Värmland och ingår i Göta älvs huvudavrinningsområde.